# كوبا بيرو 1969
كوبا بيرو 1969 (بالإسبانية: Copa Perú 1969)‏ هو الموسم 3 من كوبا بيرو ‏. فاز فيه كارلوس مانوتشي ‏.